# 別如綸
別如綸（？年—？年），字鳳藻，湖廣天門縣（今湖北省天門市）人。明朝政治人物。

## 生平
萬曆三十一年（1603年）癸卯科湖廣鄉試舉人。官南京兵部武选司主事。崇祯元年（1628）三月，别如纶上疏，呈请注釋《三朝要典》。出為河南懷慶府知府。